# Torre de Can Torrent de Mar
La Torre de Can Torrent de Mar és una antiga torre de defensa habilitada com estació de Santa Susanna (Maresme) declarada bé cultural d'interès nacional.

## Descripció
Torre de defensa circular i atalussada a primera línia de mar, al bell mig de la plana agrícola del terme de Santa Susanna. El que queda de la torre és la part baixa, la base, la porta d'accés, a uns metres del terra, i els solcs on hi havia les escales per pujar-hi. Per les dimensions, la base, i pel fet de ser una construcció aïllada, la torre deuria ser de defensa i es podria datar del segle xvi. Probablement defensava tota la plana baixa que ocupa el terme de Santa Susanna que, a diferència de Malgrat i Pineda, és poc muntanyós.

## Història
La conveniència de protegir la costa de les escomeses dels corsaris i pirates imposà l'erecció de torres, tant de guaita com de defensa.
Actualment acull al seu interior les dependències de Renfe per la venda de bitllets de tren i les andanes queden al peu de la torre.